# Коліт
Колі́т (лат. colitis, від colon — «товста кишка», -it- — запальний характер патологічного процесу) — запальне ураження слизової оболонки товстої кишки у людини й тварин.

## Класифікація
За перебігом:
- гострий — форма з яскраво вираженою симптоматикою, яка повністю минає після адекватного лікування. Іноді протікає одночасно з запаленням тонких кишок (ентероколітом) та шлунка (гастритом).
- хронічний — характеризується періодами загострення і ремісії, проте, незважаючи на лікування, морфологічні та функціональні зміни зберігаються.

За формами і причинами ураження:
- виразковий (неспецифічний виразковий коліт) — характеризується утворенням виразок у стінці товстої кишки
- інфекційний — спричинений інфекційним збудником (патогенними або умовнопатогенними бактеріями, вірусами, найпростішими)
- ішемічний — спричинений недостатнім кровопостачанням кишки
- токсичний — спричинений дією хімічних сполук
- радіаційний — спричинений дією іонізуючого випромінювання
- геморагічний — характеризується кишковими кровотечами.
- спастичний — супроводжується спастичними процесами у кишці.